# Brent's Cove
Brent's Cove est une ville située sur l'île de Terre-Neuve dans la province de Terre-Neuve-et-Labrador au Canada. La population y était de 204 habitants en 2006.

## Annexe